# Kemuk River
Der Kemuk River (auch Narogurum River) ist ein rechter Nebenfluss des Togiak River im Südwesten des US-Bundesstaats Alaska.

## Verlauf
Der Kemuk River hat seinen Ursprung im Nenevok Lake. Er fließt im Oberlauf westlich des Togiak Lake in südlicher Richtung durch die Ahklun Mountains, behält seinen Kurs über seinen gesamten Lauf bei und mündet nach knapp 54 Kilometern in den Togiak River. 

## Natur
Der Fluss befindet sich im Togiak National Wildlife Refuge. 
Im Fluss kommen die fünf pazifischen Lachsarten sowie die Regenbogenforelle vor.